# Ерик Мика
Ерик Мика (енгл. Eric Mika; Бостон, 5. јануар 1995) амерички је кошаркаш. Игра на позицији центра.    

## Каријера
Након студија на универзитету Бригам Јанг, Мика није изабран на НБА драфту 2017. године. Прву професионалну сезону је одиграо у екипи Пезара. Сезону 2018/19. је почео у Бреши, али је у јануару 2019. прешао у немачки Бајројт, са којим је договорио сарадњу до краја сезоне. У предсезони 2019/20. је био у тренинг кампу Сакраменто кингса, али је отпуштен 11. октобра 2019, након чега је прешао у Сакраментов развојни тим, Стоктон кингсе. У децембру исте године потписује за кинески Синкјанг. За овај клуб је наступио само седам пута, након чега је почетком јануара 2020. отпуштен. Дана 7. јануара 2020. се враћа у Стоктон кингсе.
Дана 1. фебруара 2020. је потписао десетодневни уговор са Сакраменто кингсима. Истог дана је дебитовао за клуб, забележивши шест поена и седам скокова за 19 минута утакмице у којој је његов тим поражен (129:113) од Лос Анђелес лејкерса. То му је био и једини наступ за Сакраменто, јер је већ 6. фебруара отпуштен. Након тога се вратио у Стоктон кингсе до краја сезоне. У августу 2020. је потписао уговор са Партизаном.